# Tamba palliolata
Tamba palliolata là một loài bướm đêm trong họ Noctuidae.